# Those Three French Girls
Pour plus de détails, voir Fiche technique et Distribution.
Those Three French Girls est un film américain réalisé par Harry Beaumont et sorti en 1930.

## Synopsis
Alors qu'il est en vacances en France, un Britannique rencontre trois jeunes filles françaises qui se retrouvent en prison à la suite d'un malentendu, et deux Américains.

## Fiche technique
- Réalisation : Harry Beaumont
- Scénario :  	Sylvia Thalberg, Frank Butler
- Dialogues : P. G. Wodehouse
- Production : Metro-Goldwyn-Mayer
- Photographie : Merritt B. Gerstad
- Musique : Joseph Meyer
- Montage : George Hively
- Durée : 73 minutes
- Date de sortie: 11 octobre 1930

## Distribution
- Fifi D'Orsay :  Charmaine
- Reginald Denny :  Larry Winthrop
- Cliff Edwards :  Owly Owen
- Yola d'Avril :  Diane
- Sandra Ravel :  Madelon
- George Grossmith, Jr. : Earl of Ippleton
- Edward Brophy : Yank Dugan
- Peter Gawthorne : Parker